# 総帥
総帥（そうすい）は、組織全体を指揮する人。本来は、全軍を指揮する人を意味する。

## 総帥と呼ばれる/呼ばれたことのある人物

### 役職
一般には財閥や持株会社など、巨大な企業グループの、オーナー経営者の呼称。
- 團琢磨 - 三井財閥総帥
- 岩崎弥太郎・岩崎弥之助・岩崎久弥・岩崎小弥太 - 三菱財閥総帥
- 小林一三 - 阪急電鉄総帥
- 岸悦郎 - 大行社総帥
- 三遊亭圓楽 - 円楽一門会総帥
- 堤義明 - 元 国土計画総帥
- 中村誠 - 極真会館中村道場総帥
- フェルディナント・ピエヒ - フォルクスワーゲン・グループ総帥
- フランシスコ・フランコ - スペイン軍総帥（Generalísimo ヘネラリッシモ）
- ベニート・ムッソリーニ - イタリア王国総帥（Duce ドゥーチェ）
- ラーマ10世 - タイ軍総帥（タイ国王が兼任する旨定められている）

### 通称・愛称
- あかほりさとる - 外道総帥
- 岡田繁幸 - マイネル軍団の総帥
- 五島昇 - 東急グループの総帥、公式の役職は東急電鉄社長・会長
- 長戸大幸 - ビーイング総帥（元代表取締役）
- 石原裕次郎 - 石原プロモーション前総帥
- サンケイスポーツ紙ではタイガース監督を「虎将」、オーナーを「虎総帥」と呼ぶ。以下共に阪神電気鉄道会長兼阪神タイガースオーナー経験者
  - 坂井信也
  - 藤原崇起
- ラプラス・ダークネス - (holox)総帥
- 山田拓美 - ラーメン二郎総帥

### フィクション
- ギレン・ザビ - ジオン公国総帥、ジオン軍大将（『機動戦士ガンダム』）
- シャア・アズナブル - ネオ・ジオン総帥（『機動戦士ガンダム 逆襲のシャア』）
- マジック総帥 - ガンマ団総帥（『南国少年パプワくん』）
- レッド総帥 - レッドリボン軍総帥（『ドラゴンボール』）
- 小野寺剛士 - 魔王領総帥（『A君(17)の戦争』）
- ロズウェル - 黒薔薇総帥（『ユグドラ・ユニオン』）
- ロザリィ - 白薔薇総帥（『ユグドラ・ユニオン』）
- 影山零治 - 帝国学園総帥（『イナズマイレブン』）
- 鬼道有人 - 帝国学園総帥（『イナズマイレブンGO』）
- コング　-　世界政府全軍総帥　（『ONE PIECE』）
- 影道殉　-　影道総帥　（『リングにかけろ』）
- ピタゴラス伯爵 - POG総帥（『ファイ・ブレイン 神のパズル』）
- 麻里晩 - 植木流翻堕羅拳法総帥 (『こちら葛飾区亀有公園前派出所』)
- 桜華忠臣 - 妖華軍総帥（『＃コンパス 戦闘摂理解析システム』）
- 法月仁 - シュワルツローズ総帥(KING OF PRISMシリーズ)
- 万俵大介 - 万俵財閥総帥（『華麗なる一族』）
- 亀山薫 ‐ 総帥の亀山薫（『相棒ｓｅａｓｏｎ２３』第１１話）